# سي بي / م
 
سي بي / م ،(بالإنجليزية: CP/M) كانت تعني في الأصل برنامج التحكم / الشاشة تم أصبحت برنامج التحكم الأحدث لأجهزة الكمبيوتر الصغيرة ، هو نظام تشغيل تجاري مشهور تم تطويره في سنة 1974 خاص بالحواسيب المصغرة المعتمدة على معالجات انتل 8080 / 85 - من قبل غاري كيلدال من شركة ديجيتال ريسيرش المحدودة. اقتصر في البداية على المهام الفردية لمعالجات 8 بت ولايزيد عن 64 كيلو بايت من الذاكرة، أضافت الإصدارات اللاحقة من سي بي / م، تنوعات تعدد المستخدمين وتم ترحيلها إلى معمارية معالجات 16 بت.
كان من المتوقع أن يكون سي بي / م-86 نظام التشغيل القياسي لأجهزة كمبيوتر IBM الجديدة، لكن ديجيتال ريسيرش المحدودة وآي بي إم لم يتمكنوا من التفاوض بشأن شروط التطوير والترخيص. تحولت آي بي إم إلى مايكروسوفت بدلاً من ذلك ، وسلمت مايكروسوفت آي بي إم دوس تحت مسمى 86-دوس. على الرغم من أن سي بي / م-86 أصبح خيارًا لأجهزة الكمبيوتر الشخصية آي بي إم بعد أن هدد ديجيتال ريسيرش باتخاذ إجراء قانوني، إلا أنه لم يتفوق أبدًا على نظام مايكروسوفت. تم نفر معظم العملاء بسبب السعر الاعلى بكثير الذي تفرضه شركة آي بي إم مقابل سي بي / م-86 مقارنة مع آي بي إم دوس (US$240 US$40 ، على التوالي).

## نموذج الإجهاز

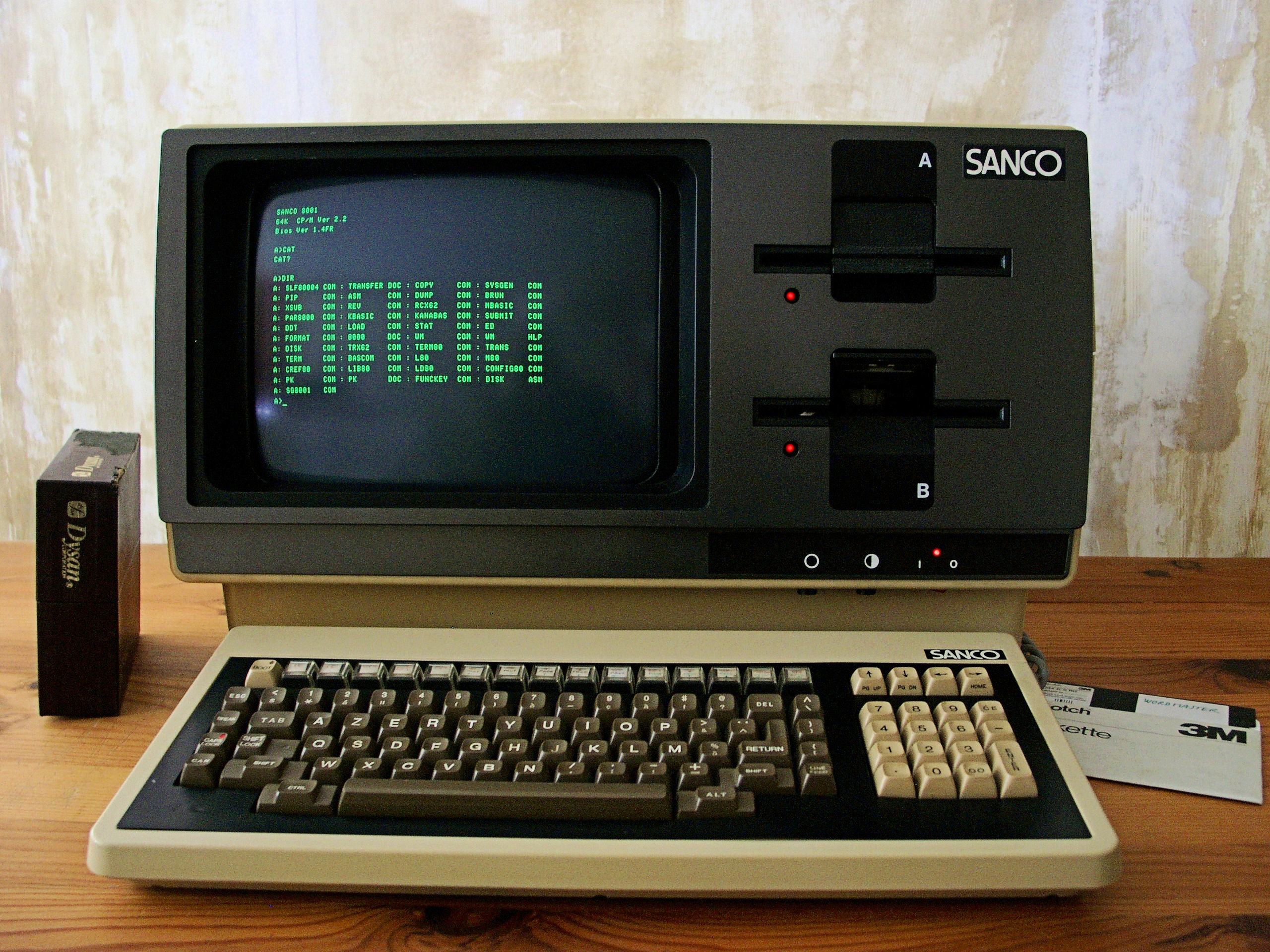
كمبيوتر سانكو 8001 ، يعمل تحت سي بي / م 2.2 (1982)

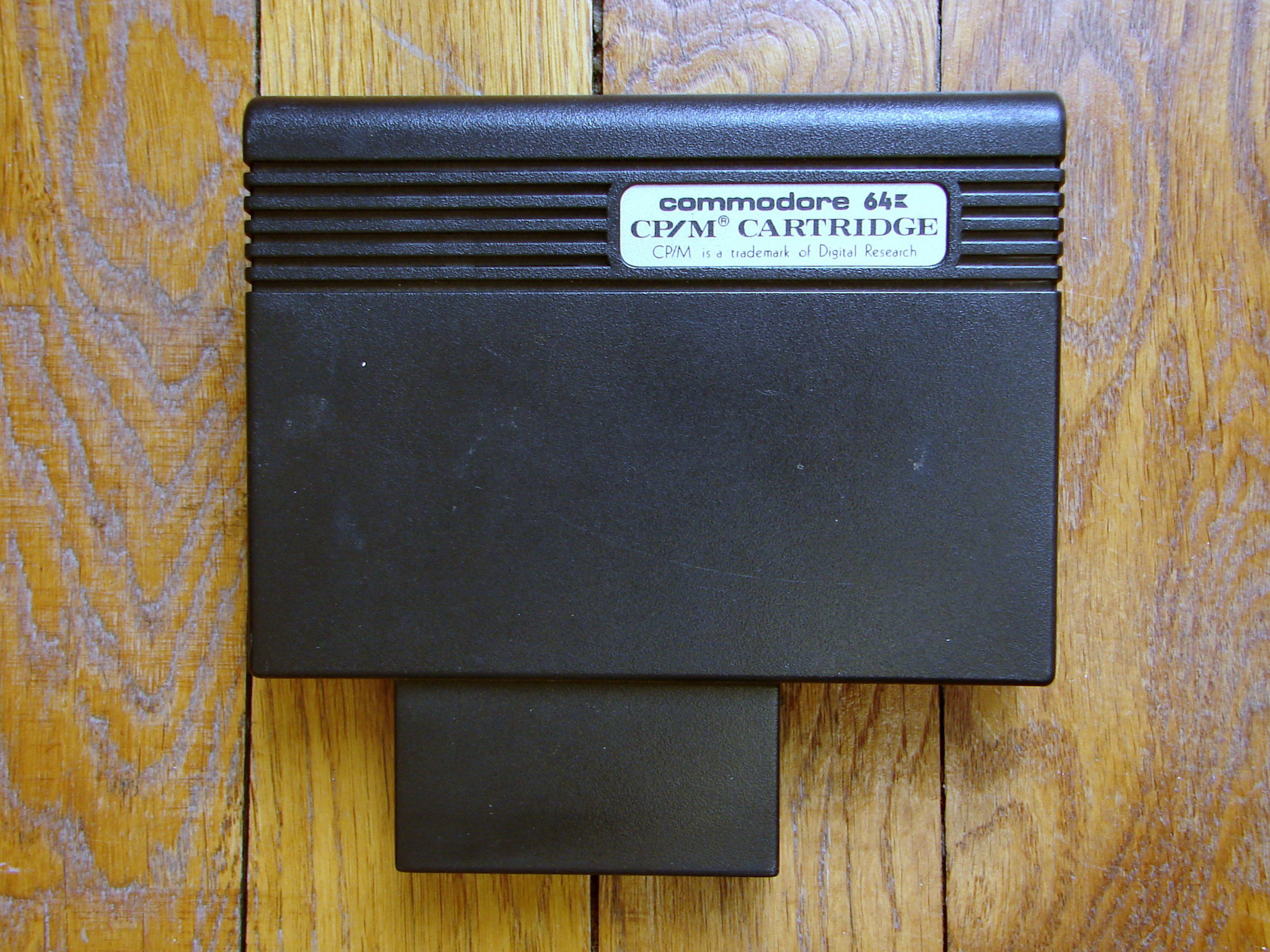
خرطوشة سي بي / م لجهاز كومودور 64

## التطبيقات
وورد ستار، أحد أوائل معالجات الكلمات المستخدمة على نطاق واسع، ودي بيس، وهو برنامج قواعد بيانات مبكر وشائع لأجهزة الكمبيوتر الصغيرة، تمت كتابته في الأصل لـ سي بي / م. تم أيضًا كتابة اثنين من الخطوط الخارجية المبكرة، كاماس (نظام تضخيم المعرفة والعقل) وخليفته خارج التفكير (بدون مرافق البرمجة وتم إعادة تجهيزه للتوافق 8080 / في20) من أجل سي بي / م، على الرغم من إعادة كتابته لاحقًا لـ إم إس-دوس. توربو باسكال، سلف بورلاند دلفي، ومولتيبلان، سلف مايكروسوفت إكسل، ظهروا أيضًا على سي بي / م قبل أن تصبح إصدارات إم إس-دوس متاحة. تم توفير فيسيكالك، وهو أول برنامج جداول بيانات على الإطلاق، لـ سي بي / م. قامت شركة أخرى، سورسيم، بإنشاء جدول بيانات سوبر كالك الخاص بها من أجل سي بي / م، والذي سيصبح رائدًا في السوق ومعيارًا فعليًا في سي بي / م. سوف يستمر سوبر كالك في أن يصبح منافسًا في سوق جداول البيانات في عالم إم إس-دوس. ظهر برنامج أوتوكاد، وهو تطبيق كاد من أوتوديسك على سي بي / م. تم توفير مجموعة من المجمعين والمترجمين الفوريين للغات البرمجة الشائعة في ذلك الوقت (مثل بيسيك وبورلاند ' توربو باسكال وفورتران وحتى PL / I)، من بينهم العديد من أقدم منتجات مايكروسوفت.

## روابط خارجية
- موقع الويب غير الرسمي سي بي / م (أسسه تيم أولمستيد) - يتضمن شفرة المصدر
- صفحة غابي شودري الرئيسية لـ سي بي / م وتاريخ الكمبيوتر - تتضمن مواد
- سي بي / م الصفحة الرئيسية - موقع المعلومات الفنية لـجون سي إليوت
- سي بي / م الداخلية نسخة محفوظة 23 أغسطس 2017 على موقع واي باك مشين. - سي بي / م الداخلية
- صفحة سي بي / م للأبحاث الرقمية الخاصة بـ ماكس فريم
- سي بي / م على مشروع الدليل المفتوح
- ftp: //ftp.uni-bayreuth.de/pub/pc/caldera/cpm2.2/٪5B٪5D
- كيفية نقل الأقراص المرنة سي بي / م

قالب:Digital Researchقالب:Disk operating systems